# Хосе Рівера де Лора
Хосе Рівера де Лора (ісп. José Rivera y de Lora) — іспанський, андалузький підприємець, президент клубу «Кадіс КФ» із міста Кадіс. Перші сосіос доісторичного клубу «Кадіс ФК» обрали його керманичем з поміж себе і він став, 1-й за ліком, президентом головного футбольного клубу побережжя Кадіської затоки.

## Життєпис
Хосе Рівера де Лора був із числа андалузької знаті, бо лише таким родинам доручалося кермування спортивними тогочасними клубами. Його предки були місцевими мореплавцями та підприємцями, відтак і Хосе Рівера де Лорі випало продовжити їх справи. Тож коли в місті постав спортивний Футбольний клуб, Хосе Ріверу де Лору запросили в його акціонери-партнери та обрано першим президентом клубу. Якихось додаткових відомостей щодо адміністративних чи спортивних звитяг фундатора першого футбольного клубу міста невідомо, окрім товариських та фестивальних ігор, а через кілька років клуб розчинився в своїх нових наступниках. Відтак Хосе Рівера де Лора повернувся до свохї фінансових справи та сприяння спорту в Кадісі.